# Künstlerkolonie Haimhausen
Die Künstlerkolonie Haimhausen, nahe der großen Künstlerkolonie Dachau gelegen, existierte etwa von 1895 bis 1972. Das Dorf Haimhausen und seine Umgebung boten genügend Reichtum an Motiven (Mensch, Tier, Pflanzen, Landschaft) für die Kunstrichtung der Freilichtmalerei.

## Geschichte
Bereits der in Darmstadt geborene Landschaftsmaler Philipp Röth weilte öfter in und um Haimhausen. Er fühlte sich angezogen von der Stille des Ortes mit seinem prachtvollen Rokokoschloß sowie der Schönheit der unberührten Mooslandschaft mit ihren vielen Altwassern. Des Künstlers Gemälde Hütten bei Haimhausen (Öl/Leinwand, 49,5 × 63 cm) spiegelt anschaulich die seinerzeit naturalistische Dorflandschaft.
Die eigentliche Geschichte der Künstlerkolonie beginnt jedoch mit Bernhard Buttersack. Genannter übersiedelte um 1895 von Oberschleißheim nach Haimhausen. Im Ortsteil Ottershausen ließ sich der Künstler ein geräumiges Haus erbauen, mit einem  Maleratelier im Norden. Hier eröffnete er bald eine private Malschule, und damit war der Malerort Haimhausen geboren:
Die Bevölkerung erkannte die neuen Möglichkeiten. Freudig begrüßte man die Malschüler und Malschülerinnen und versuchte sie bestens zu behausen. Haimhausener Familien erschlossen ihre Gastzimmer. Neben oder in einige Häuser wurden sogar Ateliers gebaut.
Bedeutende Schüler von Bernhard Buttersack waren u. a. Franz Baum und Ludwig Bock.
Für den Malerort Haimhausen war Max Bergmann von großer Bedeutung, der 30 Jahre lang das Kunstschaffen beeinflusste. Genannter kam 1912 nach Haimhausen, wo er das Buttersack'sche Anwesen erwarb. 1925 eröffnete der Künstler eine private staatlich anerkannte Malschule:
Er unterrichtete zunächst im Atelier Flemmerer, das bald zu klein wurde, dann ab 1926 in einem eigenen Atelierhaus. Er ließ dieses unweit von seinem Wohnhaus in der Tiefe des Parkes errichten.
Viele erfolgreiche Maler und Malerinnen gingen aus der Bergmann-Schule hervor: Der Brasilianer Arthur Nísio, Helene Harth, Alice Krüger, Wilhelm Gut, Rudolf Gahlbeck, Hans Frey, Berthold Walter, Hermann Koenemann, Hans von Ankershofen, Elisabeth Schmidt-Sophienberg, Franz Stelzer und weitere.
Anfang der 1920er Jahre entstand eine weitere Malschule. Der in München lebende Maler Carl Hans Schrader-Velgen kam über viele Jahre mit seiner Malklasse während der Sommermonate nach Haimhausen.
Weitere Maler und Malerinnen, die in Haimhausen wirkten, waren u. a.: Klaus Bergmann, Grete Hoffmann, Adolf Schinnerer, Ulla Schinnerer, Max Hein-Neufeldt, Hedwig von Branca, die zweite Ehefrau von Edgar Haniel von Haimhausen, sowie Paul Erbe, der über 50 Jahre im Ort wirkte und mit dessen Tod sozusagen die Malerkolonie Haimhausen erlosch.
Die Zahl der Künstler war in Haimhausen nie so groß, als dass sich eine Künstlervereinigung entwickelte wie beispielsweise in Dachau. Die Maler selbst hatten in Haimhausen nie ausgestellt. Sie zeigten ihre Werke überwiegend in München oder in Dachau.